# Timoteu II d'Alexandria
Timoteu II d'Alexandria, anomenat Timoteu Eluros va ser patriarca d'Alexandria per dues vegades, del març de l'any 457 al gener del 460 i del 475 fins a la seva mort el 477, usurpant la seu les dues vegades al patriarca elegit.
Abans de ser patriarca era monjo. Va ser consagrat bisbe després de la mort de Diòscor d'Alexandria (454) pels que s'oposaven a les conclusions del Concili de Calcedònia i es proclamaven Miafisites, que creien que la naturalesa de Crist és única, i és el fruit de la unió de la humana i la divina, i no tenia dues naturaleses com va declarar el Credo de Calcedònia.
Va ser elegit per una part del poble quan la seu ja estava ocupada per Proteri, i al morir assassinat aquest patriarca, Timoteu, que n'era un dels principals opositors i probablement l'instigador de la seva mort, va ocupar el tron fins que l'emperador Lleó I el va exiliar.
Quan l'emperador usurpador Basilisc favorable als monofisistes i miafisistes va pujar al tron el gener de l'any 475, va enviar Timoteu de nou a Alexandria, on els seus partidaris van expulsar al patriarca Timoteu III i el van tornar a nomenar. Va morir el 31 de juliol de l'any 477 quan encara era patriarca.